# Maria Teresa Barata i Gual
Maria Teresa Barata i Gual és una pedagoga catalana. Ha estat fundadora i directora de l'Escola l'Avet de Terrassa i de l'Escola Montcau-La Mola a Matadepera, escoles en la línia pedagògica catalanista i dins l'humanisme cristià. També ha ajudat a crear una línia de llibres de text per a l'aprenentatge de la cal·ligrafia innovadors i de gran qualitat. El 1999 va rebre la Creu de Sant Jordi.